# Жаниев, Каппас
Каппас Жаниев — советский хозяйственный деятель, Герой Социалистического Труда.

## Биография
Родился в 1920 году. Происходит из рода канжыгалы племени аргын. Член ВКП(б).
С 1936 года — на хозяйственной, общественной и политической работе. В 1936—1976 гг. — работник шахты Тургай Карагандинского угольного бассейна, старший табунщик совхоза «Улентинский» Ерментауского района Целиноградской области.
Указом Президиума Верховного Совета СССР от 22 марта 1966 года присвоено звание Героя Социалистического Труда с вручением ордена Ленина и золотой медали «Серп и Молот».
Делегат XIX съезда КПСС.
Проживал в селении Туешекен Ерментауского района Целиноградской области.
Умер 17 августа 1976 года.